# Farther Along
| Recensione               | Giudizio |
| ------------------------ | -------- |
| Allmusic                 | [ 1 ]    |
| Christgau's Record Guide | C        |
| Entertainment Weekly     | B+       |
| Piero Scaruffi           | 4/10     |

Farther Along è un album del gruppo folk rock statunitense The Byrds, pubblicato nel novembre 1971 su etichetta Columbia Records.

## Descrizione
Per la maggior parte, l'album fu registrato e prodotto dagli stessi Byrds a Londra, Inghilterra, nel corso di cinque intensi giorni di lavoro in studio nel luglio 1971. Venne pubblicato velocemente come una sorta di risposta alle reazioni negative e al fallimento commerciale del precedente album Byrdmaniax, un tentativo di stemperare le pessime recensioni ricevute sulla stampa musicale (specialmente negli Stati Uniti).
Byrdmaniax era stato pubblicato con pesanti aggiunte di orchestrazioni e cori, che il produttore discografico Terry Melcher aveva inserito nell'album, presumibilmente senza il consenso della band. Il gruppo era rimasto insoddisfatto del risultato e Farther Along era inteso come la loro risposta a quella che percepivano come la sovrapproduzione di Melcher, nonché un tentativo di dimostrare che potevano produrre un album che consideravano superiore a Byrdmaniax. Il biografo dei Byrds Johnny Rogan ha suggerito che la rapidità con la quale il gruppo pianificò e registrò Farther Along ebbe come risultato un LP che scontentò la band stessa e che non riuscì a riparare il danno alla loro reputazione.
Alla sua pubblicazione, l'album raggiunse la posizione numero 152 nella classifica Billboard Top LPs e fallì l'entrata nella UK Albums Chart. Un singolo estratto dal disco, America's Great National Pastime, fu pubblicato il 29 novembre 1971, ma passò inosservato.

## Tracce
1. Tiffany Queen - 2:40 - (Roger McGuinn)
2. Get Down Your Line - 3:26 - (Gene Parsons)
3. Farther Along - 3:01 - (trad. arr. Clarence White)
4. B.B. Class Road - 2:16 - (Gene Parsons/S. Dawson)
5. Bugler - 3:06 - (L. Murray)
6. America's Great National Pastime - 2:57 - (Skip Battin/Kim Fowley)
7. Antique Sandy - 2:13 - (Roger McGuinn/Skip Battin/Gene Parsons/Clarence White/J. Seiter)
8. Precious Kate - 2:59 - (Skip Battin/Kim Fowley)
9. So Fine - 3:38 - (J. Otis)
10. Lazy Waters - 3:32 - (B. Rafkin)
11. Bristol Steam Convention Blues - 2:39 - (Gene Parsons/Clarence White)

## Formazione
The Byrds
- Roger McGuinn – chitarra, voce
- Clarence White – chitarra, mandolino, voce
- Skip Battin – basso, pianoforte, voce
- Gene Parsons – batteria, chitarra, armonica, pedal steel guitar, banjo, voce